# Bhatpara
Bhatpara (bengali: ভাটপাড়া) är en stad längs Huglifloden i distriktet North 24 Parganas i den indiska delstaten Västbengalen. Staden, Bhatpara Municipality, ingår i Calcuttas storstadsområde och hade 383 762 invånare vid folkräkningen 2011. Bhatpara blev en egen stad 1899 från att dittills varit en del av Naihati.